# Never Say Never (canção de Basement Jaxx)
Never Say Never (Nunca Diga Nunca em português) é uma canção escrita, cantada e produzida pelo duo britânico de música eletrônica Basement Jaxx. Com vocais de Elliot Marshall (creditado sob o nome artístico "ETML"), foi escrita por Simon Ratcliffe, Felix Buxton e Marshall. Este som, com forte tendência disco, mesclando R&B e dance, foi comparado com as obras de artistas como Calvin Harris, SBTRKT, Womack & Womack e Gavin DeGraw, feitos em gravadoras como Ministry of Sound e West End Records. A canção foi bem recebido pela crítica, com louvor em direção, raízes do grupo que nunca fizeram o som muito datado.
"Never Say Never" foi lançado em 27 de junho de 2014, como um single do seu álbum de 2014 Junto. Remixes por Tiësto, Moti, Gotsome Bring It Back, Wayward e Mark Knight também saíram, assim como uma versão estendida da canção original, no país de origem do grupo, que alcançou o número 18 na UK Indie Chart. Em outro lugar, tornou-se um hit número um na parada americana da Billboard Hot Dance Club Songs, e é a quarta música da dupla ao topo nessa parada. Ela também apareceu em paradas de discos na Austrália, Bélgica e Japão. O som oficial, que acompanha vídeo musical, escrito e dirigido por Saman Kesh, estreou em 21 de julho de 2014, e mostra cientistas japoneses tentando fazer um robô twerk.

## Desempenho nas paradas
| Parada (2014)                                     | Melhor posição |
| ------------------------------------------------- | -------------- |
| Australia Club (ARIA)                             | 15             |
| Bélgica (Ultratip Bubbling Under de Flandres)     | 14             |
| Bélgica (Ultratip Bubbling Under da Valônia)      | 7              |
| Japão (Japan Hot 100)                             | 68             |
| Japan International Songs (Hot Overseas)          | 10             |
| Reino Unido (OCC UK Indie)                        | 18             |
| Estados Unidos (Billboard Dance/Electronic Songs) | 18             |
| Estados Unidos (Billboard Dance Club Songs)       | 1              |

## Histórico de lançamento
| País           | Data                 | Versão                                              | Formato                    | Gravadora       | Ref.   |
| -------------- | -------------------- | --------------------------------------------------- | -------------------------- | --------------- | ------ |
| Mundo          | 27 de junho de 2014  | Versão original                                     | Download digital streaming | Atlantic Jaxx   | [ 9 ]  |
| Estados Unidos | 1 de julho de 2014   | Versão original                                     | Dance/EDM Radio            | PIAS Recordings | [ 10 ] |
| Estados Unidos | 22 de julho de 2014  | Tiësto & MOTi Remix                                 | Download digital           | Atlantic Jaxx   | [ 11 ] |
| Reino Unido    | 28 de julho de 2014  | Tiësto & MOTi Remix                                 | Download digital           | Atlantic Jaxx   | [ 12 ] |
| Reino Unido    | 15 de agosto de 2014 | Extended mix/Gotsome Bring It Back/Wayward remix    | Download digital           | Atlantic Jaxx   | [ 13 ] |
| Estados Unidos | 19 de agosto de 2014 | Versão original/Gotsome Bring It Back/Wayward remix | Download digital           | Atlantic Jaxx   | [ 14 ] |
| Estados Unidos | 2 de setembro 2014   | Mark Knight Remix                                   | Download digital           | Atlantic Jaxx   | [ 15 ] |